# スキタイの黄金事件
スキタイの黄金事件（スキタイのおうごんじけん、英: The case of the "Scythian gold"）は、クリミア併合時に国外に所在した「スキタイの黄金」の返還をウクライナとロシアが争った事件である。

## スキタイの黄金
紀元前7世紀、遊牧騎馬戦士として恐れられたキンメリア人を駆逐して一気に歴史の舞台へ駆け上ったスキタイ人は、豪華な金製品が出土することから「草原のピラミッド」とも呼ばれる古墳を、黒海北岸、現在のウクライナのクリミアなどに数多く残した。この古墳から出土する副葬品は、高い美意識によって完成されたスキタイ独特の造型感覚にあふれ、美しいだけではなく、スキタイ人の神話や生活など、さまざまな情景が描かれていることから、「スキタイの黄金」と呼ばれている。

## スキタイの黄金展
主にクリミアの四つの博物館が収蔵する「スキタイの黄金」を一処に集めた展示会が、2013年7月からボンで、2014年2月からはアムステルダムに移動して開催された。

## 返還紛争
アムステルダムでの展示会開催中の同年2月末に、ロシアによるクリミア併合が発生した。併合を批判する国際世論を背景に、展示品をクリミアの博物館に返して良いか疑念が生じることとなり、展示品を預かるアラード・ピアソン博物館は、その判断を法廷に委ねた。ウクライナとロシアの10年に及ぶ係争の末、オランダの最高裁判所はロシアによるウクライナ侵攻後の2023年6月に、スキタイの黄金はウクライナの国家遺産であり、一博物館に帰属するものではないとし、ウクライナへの返還を認めた。ロシアが置いた半島知事は「特別軍事作戦の目標を達成する」ことで返還されるべきだと語り、軍事力での「スキタイの黄金」収奪を示唆した。

## 脚註